# 1979年欧州議会議員選挙
1979年欧州議会議員選挙（1979ねんおうしゅうぎかいぎいんせんきょ）は、当時の欧州共同体加盟9か国で行われた、欧州議会の議員を選出する選挙。この選挙は欧州議会議員選挙として初めて実施されたもので、市民が直接410人の議員を選出するものとなり、また歴史上初めての国境を越えた選挙でもあった。
欧州議会の議席は加盟国の人口に基づいて配分され、一部では選挙区選挙が行われたものの、会議場では議員は政治会派ごとに着席している。

## 背景
| 加盟国ごとの議席配分数 | 加盟国ごとの議席配分数 | 加盟国ごとの議席配分数 | 加盟国ごとの議席配分数 |
| 国                     | 議席数                 | 国                     | 議席数                 |
| ---------------------- | ---------------------- | ---------------------- | ---------------------- |
| フランス               | 81                     | 西ドイツ               | 81                     |
| イタリア               | 81                     | イギリス               | 81                     |
| オランダ               | 25                     | ベルギー               | 24                     |
| デンマーク             | 16                     | アイルランド           | 15                     |
| ルクセンブルク         | 6                      | 合計                   | 410                    |

諸共同体の設立条約であるローマ条約では、欧州議会は共通の選挙方法を用いた普通選挙で選出されなければならないと定められている。ところが欧州諸共同体理事会は選挙の具体的な実施要領を決めなければならなかったが、先送りを繰り返していた。そのため共同総会と呼ばれていた時代からは暫定的な措置として、議員を各国の議会議員の中から任じていた。欧州議会はこの状況を不快であるとし、理事会を欧州司法裁判所に提訴することをちらつかせた。理事会はようやく選挙実施で合意に達し、1970年代半ばに選挙方法の案が出されて、1979年に初めての選挙が実施された。ただし共通の選挙方法については未決定のままとされ、その後も現在に至るまで選挙制度は、1999年からは比例代表制が各国で採用されているものの、細部は加盟国ごとに異なっている。

## 選挙運動

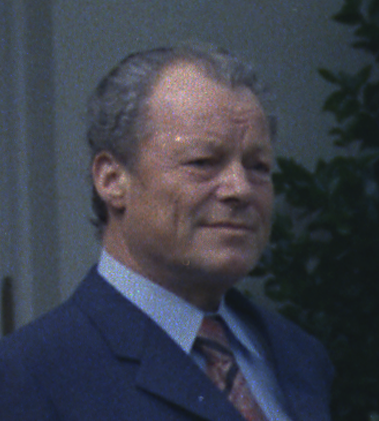
ヴィリー・ブラント

選挙活動にはさまざまなものがあった。ドイツ社会民主党の元連邦首相ヴィリー・ブラントは社会主義系の政治会派の支援のために国境を越えてフランス、イタリア、ルクセンブルク、オランダにまで出て選挙運動を行った。他方で元フランス首相ジャック・シラクは1981年の大統領選挙を見越して、当時の大統領ヴァレリー・ジスカール・デスタンに対する自らの支持を量るためにこの選挙を利用した。

## 選挙
1979年7月、410人の議員が普通選挙で選出された。このとき統一の選挙制度は用いられていなかった。イギリスではイングランド、ウェールズ、スコットランドで小選挙区制が用いられ、数多くの選挙区が設置されたが、ほかの加盟国では全国規模または少数の選挙区ごとでの比例代表制が採用された。
有権者の関心はあまりなかったが、投票率は平均で63%を記録した。最も低い投票率はイギリスの32.2%で、このほかデンマーク以外の国では50%を超えていた。投票が義務となっているベルギーとルクセンブルクを除いて最も高い投票率はイタリアの84.9%であった。

## 結果
| 1979年欧州議会議員選挙 最終結果（1979年7月17日） | 1979年欧州議会議員選挙 最終結果（1979年7月17日） | 1979年欧州議会議員選挙 最終結果（1979年7月17日） | 1979年欧州議会議員選挙 最終結果（1979年7月17日）           | 1979年欧州議会議員選挙 最終結果（1979年7月17日） | 1979年欧州議会議員選挙 最終結果（1979年7月17日） | 1979年欧州議会議員選挙 最終結果（1979年7月17日） |
| 会派                                             | 会派                                             | 志向                                             | 代表                                                       | 議席数                                           | 議席数                                           | 議席数                                           |
| ------------------------------------------------ | ------------------------------------------------ | ------------------------------------------------ | ---------------------------------------------------------- | ------------------------------------------------ | ------------------------------------------------ | ------------------------------------------------ |
|                                                  | SOC                                              | 社会民主主義                                     | エルネスト・グリン                                         | 113                                              |                                                  |                                                  |
|                                                  | EPP                                              | キリスト教民主主義                               | エゴン・クレプシュ                                         | 107                                              |                                                  |                                                  |
|                                                  | ED                                               | 保守                                             | ジェームズ・スコット＝ホプキンス                           | 64                                               |                                                  |                                                  |
|                                                  | COM                                              | 共産主義・ 極左                                  | ジョルジョ・アメンドラ                                     | 44                                               |                                                  |                                                  |
|                                                  | LD                                               | 自由主義・自由民主主義                           | マルティン・バンゲマン                                     | 40                                               |                                                  |                                                  |
|                                                  | EPD                                              | 国民保守主義                                     | クリスティアン・デ・ラ・マレーヌ                           | 22                                               |                                                  |                                                  |
|                                                  | CDI                                              | -                                                | マルコ・パネラ ニール・ブラニー イェンス＝ペーター・ボンデ | 11                                               |                                                  |                                                  |
|                                                  | NI                                               | 無所属・独立                                     | -                                                          | 9                                                | 合計：410                                        | 出典：                                           |

ヨーロッパ規模の社会主義政党連盟のもとで協同した社会主義系の会派は最多の113議席を得た。欧州人民党のもとに集まったキリスト教民主主義系会派は第2会派となり、107議席を獲得した。その後保守系の欧州民主主義グループが64議席、共産主義系が44議席となった。自由民主系は議長が選出されたものの、40議席にとどまった。
それぞれのグループは前年までに設立された会派に基づいて緩やかに結束していたが、その後まもなく、のちの欧州規模の政党の基礎となっていく。

## 選挙後

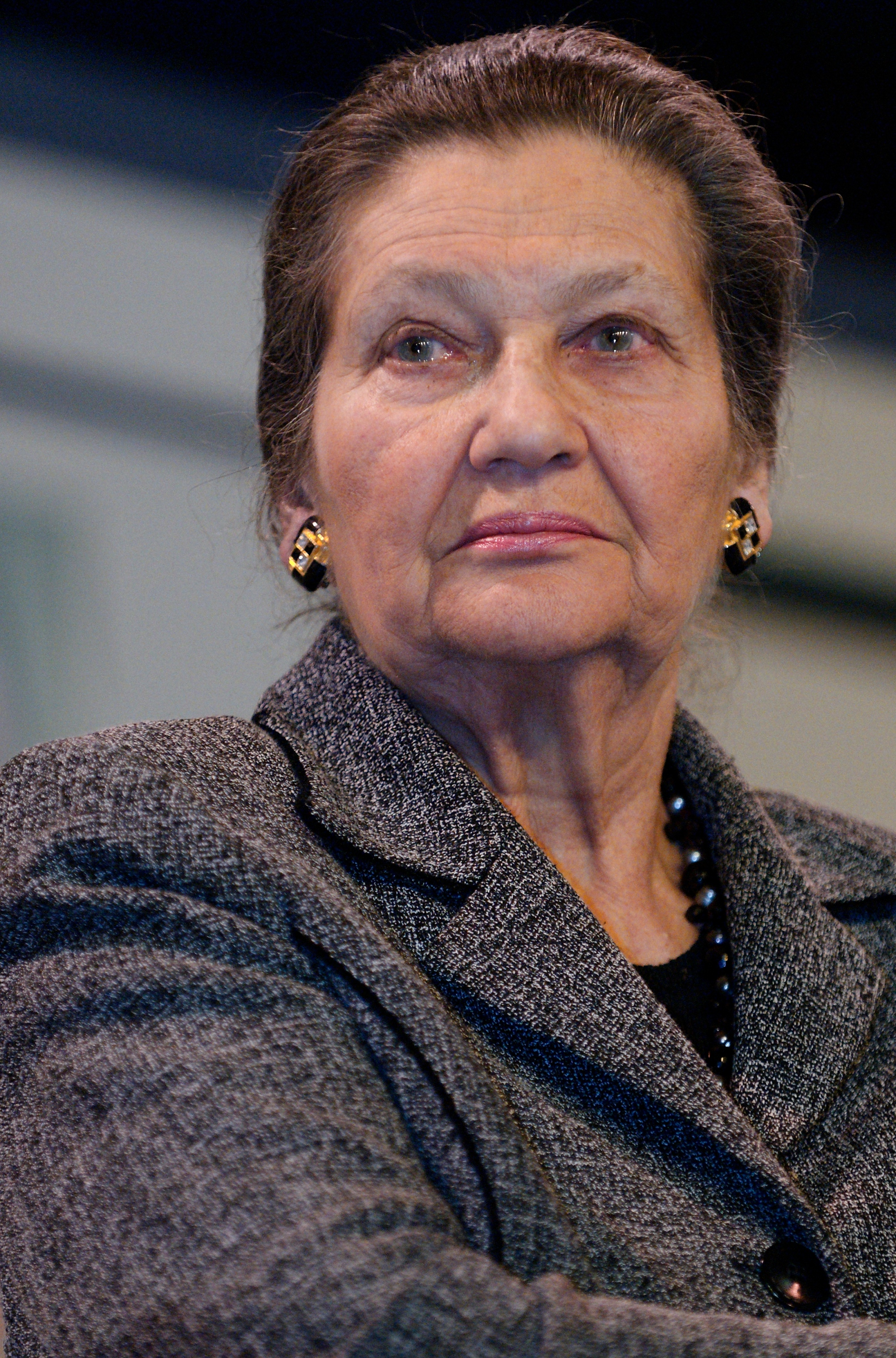
シモーヌ・ヴェイユが初の女性議長に選出された

当時86歳だったルイーズ・ウェイスは最長老議員であり、そのため議長の選出にあたっての会議で議長を務めた。ところが議長の選出の前にウェイスは、会議の冒頭の演説でのイアン・ペイズリーによる議会ビルの前に掲揚されているイギリスの国旗の上下が逆であるという抗議に対処しなければならなかったが、ウェイスはこの中断を迅速に対処した。この1件はウェイスが名声を得る一例としてとらえられており、ウェイス自身はのちに「手を焼かせる若い子の扱いには慣れているの」と振り返って見せた。
議長候補にはジョルジョ・アメンドラ、エンマ・ボニーノ、クリスティアン・デ・ラ・マレーヌ、シモーヌ・ヴェイユ、マリオ・ツァガーリの5人が名乗りを挙げた。
1回目の投票でヴェイユが380票中183票を獲得したが、絶対多数には8票足りていなかった。2位には118票のツァガーリが続き、以下アメンドラが44票、デ・ラ・マレーヌが26票、ボニーノが9票であった。ボニーノとデ・ラ・マレーヌはこの結果を受けて立候補を取り下げ、その後2回目の投票で377票中192票の絶対多数を獲得したヴェイユが、128票のツァガーリと47票のアメンドラを破った。ヴェイユは直接選挙で選出された欧州議会で初の議長に選ばれ、また1952年に欧州議会が設立されてから初めての女性議長となった。
続いて副議長が選出され、ダニエル・ド・マルシュ、バジル・デ・フェランティ、ブルーノ・フリードリヒ、グイド・ゴネラ、ジェラール・ジャケー、ハンス・カツァー、ポール・ミュラー、ピエール・フリムラン、ブリッド・ロジャーズ、マルセル・アルベール・ヴァンデヴィーレ、アンネ・ヴォンデリンフ、マリオ・ツァガーリが選ばれた。
この選挙以前において欧州議会は諮問機関として弱い立場におかれており、議員も欧州議会議員の職に専念していなかった。この選挙により欧州議会議員はその職務に専念することになり、またより多様な人物が集まるようになった。新たな議会が集まるや、大政党の古株議員らは議会内における政治会派を結成するための基準を引き上げた。会派が結成されると財務面での支援を受けられるようになったり、委員会に委員を出すことができるようになったりする。ところがこの動きに対して小規模グループはただちに反発し、提案がなされると議事妨害を行って対抗した。この小規模グループの連帯は左翼系と緑の諸政党からなるレインボー・グループの結成に至り、のちに欧州緑の党・欧州自由連盟となった。